# Et plus si affinités (film, 1998)
Pour les articles homonymes, voir Et plus si affinités.
Et plus si affinités (Next Stop Wonderland) est un film américain de Brad Anderson sorti en 1998.

## Synopsis
Erin vient d'être larguée par son petit ami. Son entremetteuse de mère passe malgré elle une petite annonce matrimoniale. Devant l'accumulation d'appels de mâles esseulés, Erin cède à la curiosité... De l'autre côté de la ville, Alan se bat pour donner une nouvelle orientation à sa vie. Leurs destins vont-ils se croiser ?

## Fiche technique
- Titre français : Et plus si affinités
- Titre original : Next Stop Wonderland
- Réalisation : Brad Anderson
- Pays :  États-Unis
- Date de sortie en salles : 1998

## Distribution
- Hope Davis (VF : Anneliese Fromont) : Erin
- Alan Gelfant (VF : Patrick Noérie) : Alan
- Philip Seymour Hoffman : Sean
- Callie Thorne : Cricket
- Robert Klein : Arty
- Holland Taylor : Piper
- Cara Buono : Julie
- Victor Argo : Frank
- Jason Lewis : Rory
- José Zúñiga : André de Silva

 Source et légende : version française (VF) sur RS Doublage